# Brownsweg
Brownsweg ist ein Transmigrationsort und Ressort im Distrikt Brokopondo, in der Republik Suriname. Der Ort hat 4793 Einwohner (Census 2012).
In der ersten Hälfte der 1960er Jahre mussten ungefähr 5000 Saramaccaner ihre alten Dörfer und Kultstätten für den Brokopondo-Stausee verlassen. Ein Teil der Betroffenen wurde nach Brownsweg umgesiedelt. 
Der Ort ist unterteilt in die Bezirke Nieuw-Ganzee (Sitz des Hoofdkapiteins, dem Dorfoberhaupt von Brownsweg), Maleakondre, Wakibasoe I und II, Birihoedoematoe, Kadjoe, Macambi und Djankakondre. 
Brownsweg ist nach dem Weg benannt, der zum gleichnamigen Naturpark Brownsberg führt.